# Akkusativ
Akkusativ (genstandsfald) er en af de grammatiske kasus, der på nogle sprog (indoeuropæiske sprog) bruges til at markere bestemte sætningsleds funktioner. Ledtegnet for genstandsled er en trekant (△).
Navneord, stedord og tillægsord samt kendeord markeres som akkusativ, når de betegner det led i sætningen, der er genstand for handlingen i et transitivt verbum, men hvordan og om det kommer til udtryk, varierer fra sprog til sprog.
Akkusativ markeres tydeligt i sprog som tysk, græsk og latin. På dansk er det kun hos stedordene, man kan se markeringen (f.eks. hun kysser ham eller han kysser hende, hvor "ham" og "hende" er akkusativformer af ordene "han" og "hun"). Da akkusativ i nudansk imidlertid ikke adskiller sig fra dativ, er man gået over til at betegne den fælles kasus som afhængighedsfald, fællesfald eller oblik kasus.
Personlige pronominer bøjet i akkusativ/dativ (oblik kasus).
- Første person, ental — mig
- Anden person, ental — dig, Dem
- Tredje person, ental — ham, hende, den, det
- Første person, flertal — os
- Anden person, flertal — jer, Dem
- Tredje person, flertal — dem